# Карадазька біостанція

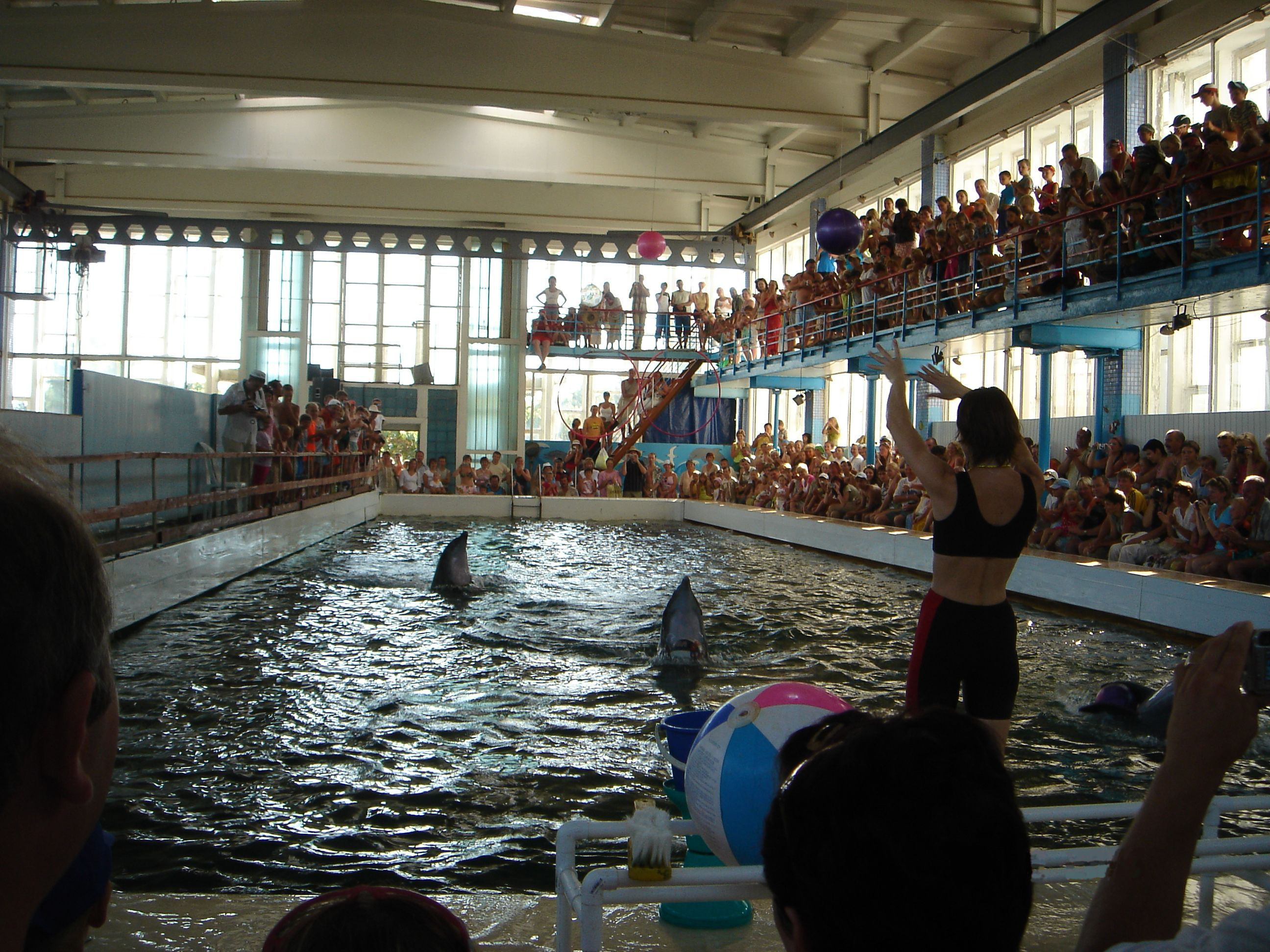
Шоу в дельфінарії

Карадазька біостанція — відділення інституту біології південних морів імені О. О. Ковалевського НАН України, штаб-квартира Карадазького природного заповідника у системі Національної академії наук України.
Була заснована в 1901 році приват-доцентом Московського університету Терентієм Івановичем Вяземським. У 1914 році будівництво було завершено. Вяземський передав станції власну бібліотеку з 40000 томів, яка була однією з найкращих приватних бібліотек Росії того часу.
Як юридична особа «біостанція» не існує з 1963 року, коли наукова установа отримала статус Карадазького відділення Інституту біології південних морів Академії наук УРСР.
Заповідник, створений у 1979 році, існував у філії як відділ. Наприкінці 1990-х років філія отримала самостійність і назву «Карадазький природний заповідник».